# Khushal Khan Khattak
Khushal Khan Khattak (paixtu: خوشحال خان خټک) (Akora, 1613 - Tirah, 19 de febrer de 1689) fou un destacat poeta, guerrer i cap tribal dels khatak. Va escriure una gran col·lecció de poemes durant l'Imperi Mogol, al segle xvii, reclamant unitat per combatre els mongols i promovent el nacionalisme paixtu a través de la poesia.
Era fill de Shah-baz Khan i net de Yahya Khan, que al seu torn era fill de Malik Akoray, cap dels khataks. Va participar en guerres tribals i quan el seu pare va morir en combat el va succeir com a cap de la tribu (khan) i fou reconegut com a tal per Xa Jahan, l'emperador mogol. Al servei de l'emperador va fer les campanyes de Balkh i Badakhxan (1645). Amb Aurangzeb el governador de Kabul, amb l'ajut d'alguns parents de Khusal, es va revoltar contra l'emperador.
El 1664 l'emperador el va convocar a Peshawar pensant que estava involucrat i el va detenir i enviat a una fortalesa a Jaipur. Als dos anys fou alliberat, però no va poder tornar amb la tribu fins al 1669. Simpatitzava amb el cap rebel dels afridis Darya Khan que el 1672 va derrotar els mogols a Landi Kotal prop del Khyber al front dels afridis i mohmands confederats. Amb el seu fill Abd al-Kadir Khatak va combatre a la tribu de Bangash que donava suport als mogols i va lluitar també contra un fill de nom Bahram que tenia el suport mogol per prendre el poder a la tribu dels khataks.
El 1674 va abdicar en el seu fill gran Ashraf Khan, també poeta, que fou empresonat pels mogols el 1683. Khushal es va revoltar llavors obertament i va passar la resta de la vida amb els seus amics afridis a la regió de Tirah El seu fill Bahram el va perseguir d'una zona tribal a altra però mai el va atrapar.